# Agardite-(Ce)
L'agardite-(Ce) (simbolo IMA: Agr-Ce) è un raro minerale del gruppo dell'axinite appartenente alla famiglia dei "fosfati, arseniati e vanadati" con composizione chimica CeCu2+6(AsO4)3(OH)6 • 3H2O.

## Etimologia e storia
L'agardite-(Ce), come l'agardite-(Nd), l'agardite-(La) e l'agardite-(Y), possiede questo nome perché intitolata in onore del geologo francese Jules Agard (1916-2003) e per il suo contenuto di cerio.

## Classificazione
Nella classica nona edizione della sistematica dei minerali di Strunz, aggiornata dall'Associazione Mineralogica Internazionale (IMA) fino al 2009, l'agardite-(Ce) è elencata nella classe "8. Fosfati, arseniati, vanadati" e nella sottoclasse "8.D Fosfati, ecc. con anioni aggiuntivi, con H2O"; questa viene ulteriormente suddivisa in base alla dimensione dei cationi coinvolti, in modo da trovare l'agardite-(Ce) nella sezione "8.DL Con cationi di media e grande dimensione, (OH, ecc.):RO4 = 2:1", dove insieme ad agardite-(La), agardite-(Nd), agardite-(Y), calciopetersite, goudeyite, mixite, petersite-(Y), plumboagardite e zálesíite forma il sistema nº 8.DL.15.
Tale classificazione rimane invariata anche nell'edizione successiva, proseguita dal database "mindat.org" e chiamata Classificazione Strunz-mindat, nella quale l'agardite-(Ce), oltre ai minerali già citati, è in compagnia anche di petersite-(Ce), petersite-(La) e agardite-(Dy).
Nella Sistematica dei lapis (Lapis-Systematik) di Stefan Weiß l'agardite-(Ce) si trova nella classe dei "fosfati, arseniati e vanadati" e nella sottoclasse dei "fosfati idrati, con anioni estranei"; qui è nella sezione dei "cationi medi e molto grandi: Al-Mg e Ca-Na-K; gruppo della mixite" dove forma il sistema nº VII/D.53 insieme ad agardite-(Dy), agardite-(La), agardite-(Nd), agardite-(Y), calciopetersite, goudeyite, juanitaite, mixite, mrázekite, petersite-(Ce), petersite-(Nd), petersite-(Y), plumboagardite e zálesíite.

## Abito cristallino
L'agardite-(Ce) cristallizza nel sistema esagonale con il gruppo spaziale P63/m (gruppo nº 176) con le costanti di reticolo a = 13,59 Å e c = 5,89 Å, oltre ad avere 2 unità di formula per cella unitaria.

## Origine e giacitura
L'agardite-(Ce) è stata trovata in zone di ossidazione dei depositi di solfuro polimetallico; la paragenesi è con barite, cornwallite, goethite e quarzo.
L'agardite-(Ce) è stata trovata in svariate località sparse per il mondo, ma in quantità modeste, quindi è considerato un minerale raro. In Italia si sono avuti ritrovamenti a Cuasso al Monte (Lombardia); Fluminimaggiore e Gonnosfanadiga (Sardegna); Frassilongo e Vignola-Falesina (Trentino-Alto Adige); Campiglia Marittima (Toscana).
Altri siti, solo per citarne alcuni, sono: Andújar e Baix Camp (Spagna); Hayle, St Hilary e St Agnes (Cornovaglia, Inghilterra); distretto minerario di "Laurio" presso Lavreotiki (Grecia); Val Monastero, Schenkenzell, Haibach e Calw (Germania); Urbeis e Épinal (Francia).
Fuori dall'Europa, sempre per citarne solo alcuni, l'agardite-(Ce) è stata trovata in Australia Occidentale e nel Nuovo Galles del Sud (Australia); nello Tsumeb (Namibia); a Karabaš (oblast' di Čeljabinsk, Russia); distretto minerario di "Antelope" (contea di Pershing, Nevada, Stati Uniti).

## Forma in cui si presenta in natura

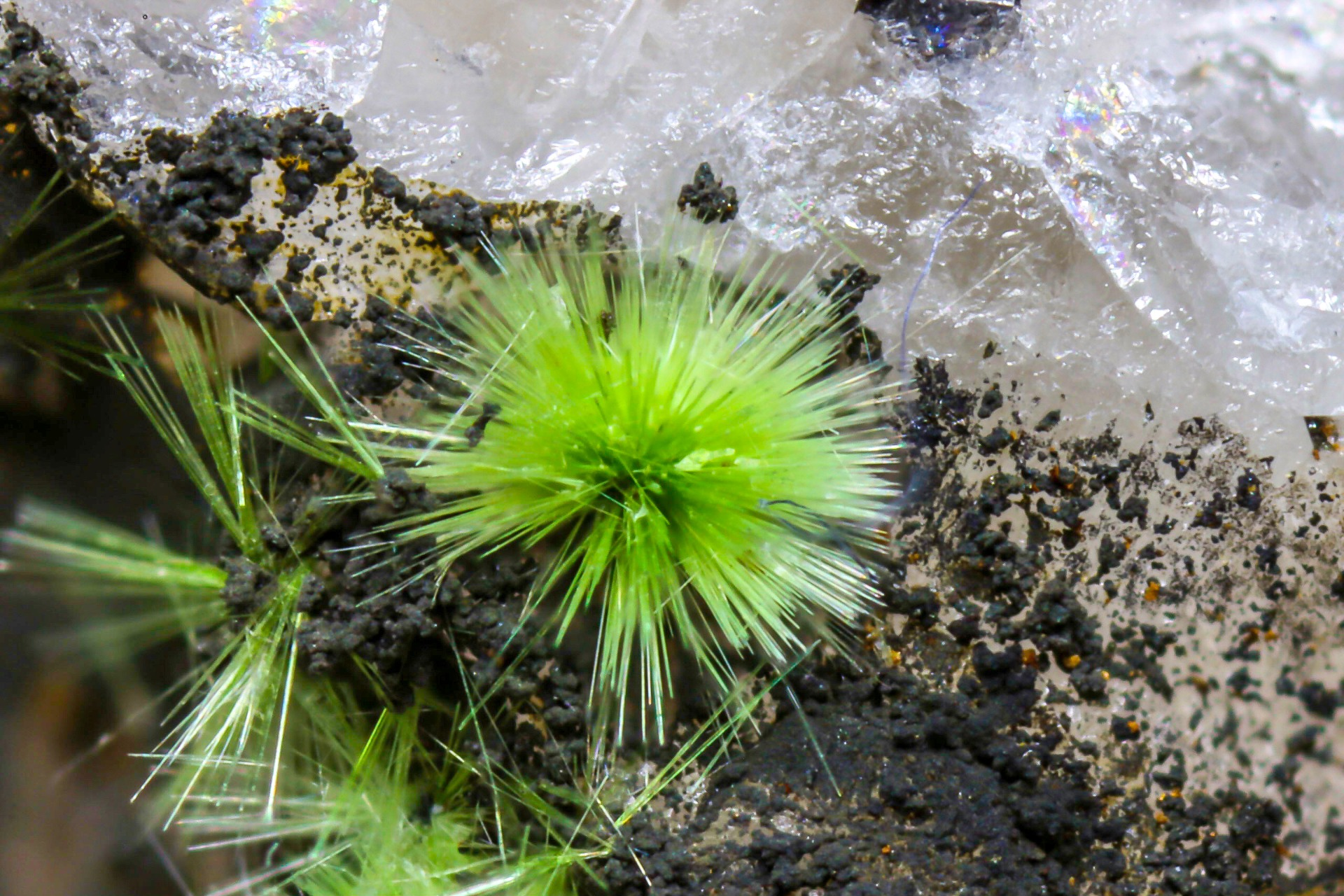
Cristalli color verde intenso di agardite-(Ce) trovati nella miniera di "Clara", nel Baden-Württemberg (Germania)

L'agardite-(Ce) è stata trovata in alcune occasioni come cristalli aciculari di dimensioni fino a 0,5 mm, più comunemente in aggregati radianti.
I cristalli sono da trasparenti a traslucidi, con lucentezza semi-vitrea, resinosa o serica di colore verde chiaro o giallo-verde; il colore del suo striscio è bianco verdastro.